# Anamorf breedbeeld
Anamorf breedbeeld is een manier om video in breedbeeld-formaat zonder horizontale zwarte balken op een beelddrager op te slaan. Op deze manier kan de gehele resolutie gebruikt worden voor het eigenlijke beeld, resulterend in een betere beeldkwaliteit. Als een breedbeeldvideo op een niet-anamorfe manier op een smalbeeld-medium wordt opgeslagen, wordt een deel van de beschikbare resolutie gebruikt voor zwarte balken (letterbox). Aangezien een breedbeeldtelevisie deze zwarte letterbox-balken verbergt, gaat daardoor een deel van de resolutie (en in sommige gevallen zelfs de ondertiteling) verloren.
Anamorf breedbeeld wordt dikwijls ten onrechte gebruikt als synoniem van de 2.40:1-SMPTE-standaardbeeldverhouding. Anamorf breedbeeld heeft echter niets te maken met de beeldverhouding an sich, een anamorfe beelddrager kan evengoed de 16:9-beeldverhouding hebben.

## Verhoudingen
12:9 Optisch Anamorf is een breedbeeldverhouding (links & rechts) ingedeukt tot 12:9.
Als een breedbeeld-beeld 12:9 Optisch Anamorf op een digitaal medium wordt opgeslagen, kan de beschikbare resolutie naar de correcte breedbeeldverhouding worden:
- "geplet" (boven & onder) geeft 4:3 Letterbox (betere beeldkwaliteit)
- "uitgedeukt" (links & rechts) geeft 16:9 Full Frame/16:9 Letterbox (betere beeldkwaliteit)

4:3 Elektronisch Anamorf is een breedbeeldverhouding (boven & onder) uitgerekt tot 4:3.
Als een breedbeeld-beeld 4:3 Elektronisch Anamorf op een digitaal medium wordt opgeslagen, kan de beschikbare resolutie naar de correcte breedbeeldverhouding worden:
- "geplet" (boven & onder) geeft 4:3 Letterbox (betere beeldkwaliteit)
- "uitgerekt" (links & rechts) geeft 16:9 Full Frame/16:9 Letterbox (slechtere beeldkwaliteit)